# Dalwhinnie (ort)
Dalwhinnie (Dail Chuinnidh - skotsk gaeliska för mötesplats) är en by på det skotska höglandet. Orten har 95 invånare (2011).